# Courtney Tulloch
Courtney James Matthew Winston Tulloch (Lewisham, 6 ottobre 1995) è un ginnasta britannico.

## Palmarès
- Europei

Berna 2016: argento nel concorso a squadre.
Cluj-Napoca 2017: argento negli anelli.
Glasgow 2018: argento nel concorso a squadre, bronzo negli anelli.
- Giochi del Commonwealth

Gold Coast 2018: oro negli anelli e nel concorso a squadre, argento nel volteggio.